# Kabinett Ahmadineschad II
Das Kabinett Ahmadineschad II bestand vom 3. August 2009 bis zum 3. August 2013.

## Kabinett Ahmadinedschad II
| Funktion                                 | Name                                                 |
| ---------------------------------------- | ---------------------------------------------------- |
| Präsident                                | Mahmud Ahmadineschad                                 |
| Sekretär des Kabinetts                   | Madschid Dustali                                     |
| Erster Vizepräsident                     | Mohammad Reza Rahimi                                 |
| Minister für Atomenergie                 | Ali Akbar Salehi                                     |
| Minister für Landwirtschaft und Märtyrer | Sadeq Chalilian                                      |
| Minister für Handel                      | Medhi Ghazanfari                                     |
| Minister für Telekommunikation           | Reza Taqipour                                        |
| Minister für Genossenschaften            | Mohammed Abbasi                                      |
| Minister für Verteidigung                | Ahmad Vahidi                                         |
| Minister für Finanzen                    | Seyyed Schamseddin Hosseini                          |
| Minister für Bildung                     | Hamid-Reza Hadschi Babaie                            |
| Minister für Energie                     | Madschid Namdschu                                    |
| Minister für Auswärtiges                 | Manutschehr Mottaki Ali Akbar Salehi (kommissarisch) |
| Ministerin für Gesundheit                | Marsieh Wahid Dastdscherdi                           |
| Minister für Wohlfahrt und Soziales      | Sadeq Mahsuli                                        |
| Minister für Wohnungsbau                 | Abdolreza Scheicholeslami                            |
| Minister für Industrie und Bergbau       | Ali Akbar Mehrabian                                  |
| Minister für Geheimdienste               | Heydar Moslehi                                       |
| Minister für Inneres                     | Mostafa Mohammad Nadschar                            |
| Minister für islamische Kultur           | Seyyed Mohammad Hosseini                             |
| Minister für Justiz                      | Morteza Bachtiari                                    |
| Minister für Arbeit und Soziales         | Ali Nikzad                                           |
| Minister für Öl                          | Masud Mirkazemi                                      |
| Minister für Transport und Verkehr       | Hamid Behbahani                                      |
| Minister für Wissenschaft und Forschung  | Kamran Daneschdschu                                  |